# Вильельм, Йоханнес
Йоханнес Мартин Фастинг Вильельм (Johannes Martin Fasting Wilhjelm) — датский художник-пейзажист.

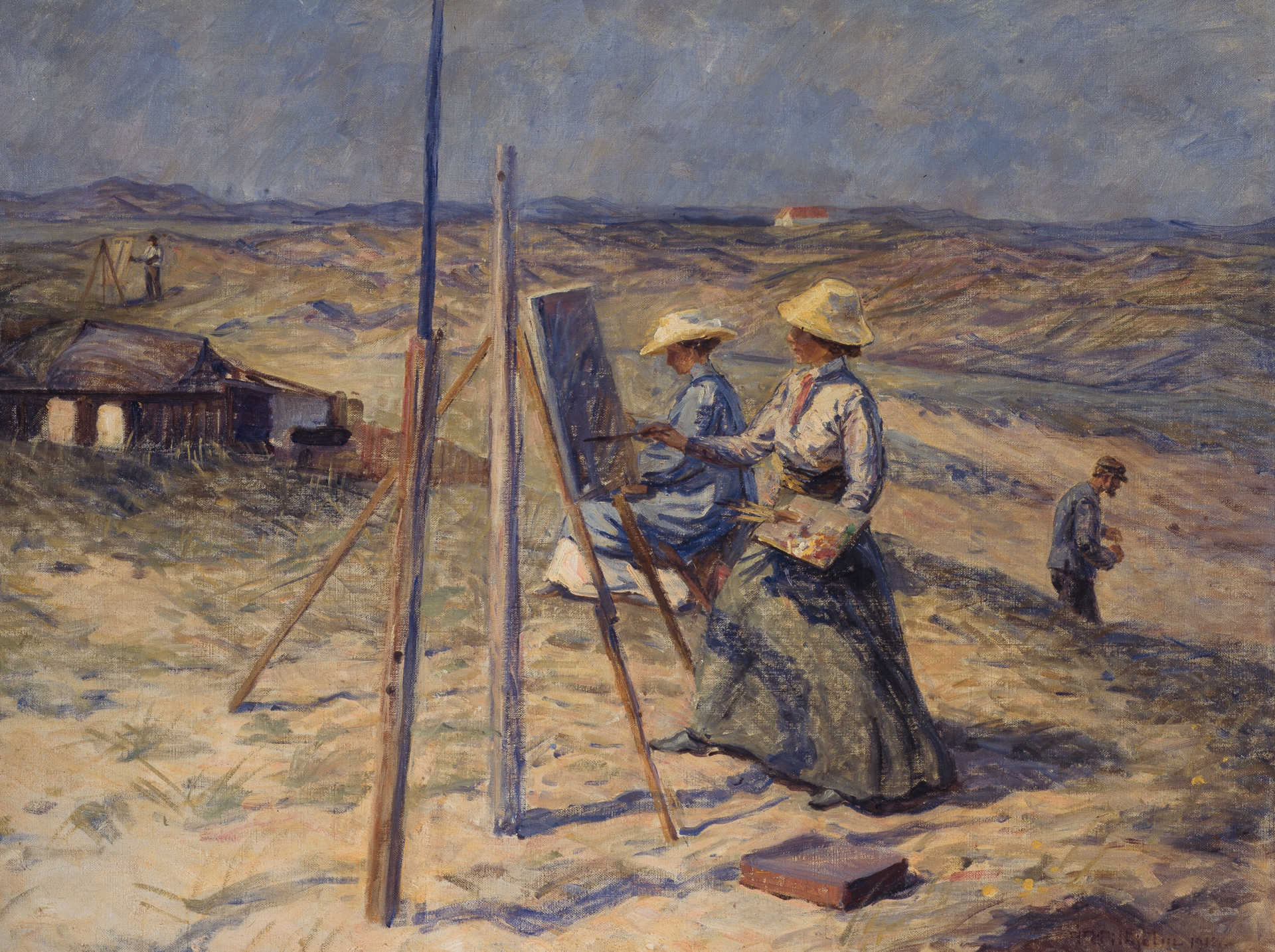
Йоханнес Вильельм. Молодые художницы в Скагене, 1912 год, Музей Скагена. Художницы Тупси Клемент и Элла Хайде на переднем плане

## Биография
Йоханнес Вильельм родился и вырос на юге Дании.
В 1890 году поступил в Академию изящных искусств, а с 1892 посещал школу Kunstnernes Frie Studieskoler, где познакомился с Педером Северином Кройером, который стал руководителем молодого художника.
В 1903−1904 Йоханнес продолжил своё обучение в Kunstnernes Frie Studieskoler, где за его обучение был ответственен Кристиан Сартман. Позже они вместе путешествовали по Италии, что сильно повлияло на творчество художника — в его палитре появились сочные и яркие краски.
В 1916 году, после смерти Сартмана, Йоханнес Вильельм купил дом в Скагене и стал часто посещать город. В Скагене Вильельм написал одни из самых известных своих картин — «Старая церковь Скагена. Ночь» и «На пляже Скагена».
В его творчестве в основном преобладали пейзажи и религиозные сюжеты, также художник рисовал портреты.

## Карьера
Йоханнес каждый год выставлял свои работы в Шарлоттенборге на ежегодной весенней выставке с 1893 и до своей смерти в 1938, а также в Den Frie Udstilling и на различных выставках в Италии, Франции, Норвегии, Германии и Великобритании. С 1905 по 1914 был членом комиссии Шарлоттенборга, а с 1914 по 1922 год он занимал место в Академии искусств.

## Память
Работы Йоханнеса можно найти в художественном музее в Фр.борге[где?] (портрет профессора Поля Верье 1920), в музеях Марибо, Орхуса, Ольборга, Рандерса, Рибе и Колдинга, но многие ценные картины всё ещё находятся в собственности семьи художника.

## Награды
Вильельм был награждён медалью Эккерсберга в 1910 и 1911 годах.